# Largo (Flórida)
Largo é uma cidade localizada no estado americano da Flórida, no condado de Pinellas. Foi incorporada em 1905.

## Geografia
De acordo com o United States Census Bureau, a cidade tem uma área de 48,1 km², onde 45,6 km² estão cobertos por terra e 2,5 km² por água.

### Localidades na vizinhança
O diagrama seguinte representa as localidades num raio de 8 km ao redor de Largo.

## Demografia
Segundo o censo nacional de 2010, a sua população é de 77 648 habitantes e sua densidade populacional é de 1 701,48 hab/km². Possui 46 859 residências, que resulta em uma densidade de 1 026,81 residências/km².

## Geminações
- Kami, Kōchi, Japão [5]